# Euthalia galoa
Euthalia galoa är en fjärilsart som beskrevs av Hans Fruhstorfer 1913. Euthalia galoa ingår i släktet Euthalia och familjen praktfjärilar. Inga underarter finns listade i Catalogue of Life.